# Grand Prix Belgie 2023
Grand Prix Belgie 2023 (oficiálně Formula 1 MSC Cruises Belgian Grand Prix 2023) se jela na okruhu Circuit de Spa-Francorchamps v Belgii dne 30. července 2023. Závod byl dvanáctým v pořadí v sezóně 2023 šampionátu Formule 1.

## Kvalifikace
Kvalifikace se uskutečnila 28. července 2023 a byla naplánována na 17:00 místního času (UTC+2), kvůli dešti byla ale o deset minut odložena.
| Poř.                        | Č. | Jezdec           | Konstruktér                  | Časy v kvalifikaci | Časy v kvalifikaci | Časy v kvalifikaci | Pořadí na startu |
| Poř.                        | Č. | Jezdec           | Konstruktér                  | Q1                 | Q2                 | Q3                 | Pořadí na startu |
| --------------------------- | -- | ---------------- | ---------------------------- | ------------------ | ------------------ | ------------------ | ---------------- |
| 1                           | 1  | Max Verstappen   | Red Bull Racing-Honda RBPT   | 1:58.515           | 1:52.784           | 1:46.168           | 6                |
| 2                           | 16 | Charles Leclerc  | Ferrari                      | 1:58.300           | 1:52.017           | 1:46.988           | 1                |
| 3                           | 11 | Sergio Pérez     | Red Bull Racing-Honda RBPT   | 1:58.899           | 1:52.353           | 1:47.045           | 2                |
| 4                           | 44 | Lewis Hamilton   | Mercedes                     | 1:58.563           | 1:52.345           | 1:47.087           | 3                |
| 5                           | 55 | Carlos Sainz Jr. | Ferrari                      | 1:58.688           | 1:51.711           | 1:47.152           | 4                |
| 6                           | 81 | Oscar Piastri    | McLaren-Mercedes             | 1:58.872           | 1:51.534           | 1:47.365           | 5                |
| 7                           | 4  | Lando Norris     | McLaren-Mercedes             | 1:59.981           | 1:52.252           | 1:47.669           | 7                |
| 8                           | 63 | George Russell   | Mercedes                     | 1:59.035           | 1:52.605           | 1:47.805           | 8                |
| 9                           | 14 | Fernando Alonso  | Aston Martin Aramco-Mercedes | 1:58.834           | 1:52.751           | 1:47.843           | 9                |
| 10                          | 18 | Lance Stroll     | Aston Martin Aramco-Mercedes | 1:59.663           | 1:52.193           | 1:48.841           | 10               |
| 11                          | 22 | Júki Cunoda      | AlphaTauri-Honda RBPT        | 1:59.044           | 1:53.148           |                    | 11               |
| 12                          | 10 | Pierre Gasly     | Alpine-Renault               | 1:59.511           | 1:53.671           |                    | 12               |
| 13                          | 20 | Kevin Magnussen  | Haas-Ferrari                 | 2:00.020           | 1:54.160           |                    | 16               |
| 14                          | 77 | Valtteri Bottas  | Alfa Romeo-Ferrari           | 1:59.484           | 1:54.694           |                    | 13               |
| 15                          | 31 | Esteban Ocon     | Alpine-Renault               | 1:59.634           | 1:56.372           |                    | 14               |
| 16                          | 23 | Alexander Albon  | Williams-Mercedes            | 2:00.314           |                    |                    | 15               |
| 17                          | 24 | Čou Kuan-jü      | Alfa Romeo-Ferrari           | 2:00.832           |                    |                    | 17               |
| 18                          | 2  | Logan Sargeant   | Williams-Mercedes            | 2:01.535           |                    |                    | 18               |
| 19                          | 3  | Daniel Ricciardo | AlphaTauri-Honda RBPT        | 2:02.159           |                    |                    | 19               |
| 20                          | 27 | Nico Hülkenberg  | Haas-Ferrari                 | 2:03.166           |                    |                    | PL               |
| 107 % času vítěze: 2:06.581 |    |                  |                              |                    |                    |                    |                  |
| Zdroj:                      |    |                  |                              |                    |                    |                    |                  |

Poznámky
1. ↑  Max Verstappen obdržel penalizaci 5 míst za nasazení nové převodovky.
2. ↑  Kevin Magnussen obdržel penalizaci 3 míst za zdržování Charlese Leclerca ve druhé části kvalifikace.
3. ↑  Nico Hülkenberg se kvalifikoval jako 20., odstartoval ale z boxů kvůli nasazení nových jednotek během parc fermé.

## Sprintový rozstřel
Sprintový rozstřel se uskutečnil 29. července 2023 a byl naplánován na 12:00 místního času (UTC+2), kvůli dešti byl ale start posunut o 35 minut.
| Poř.                        | Č. | Jezdec           | Konstruktér                  | Časy v kvalifikaci | Časy v kvalifikaci | Časy v kvalifikaci | Pořadí na startu |
| Poř.                        | Č. | Jezdec           | Konstruktér                  | SQ1                | SQ2                | SQ3                | Pořadí na startu |
| --------------------------- | -- | ---------------- | ---------------------------- | ------------------ | ------------------ | ------------------ | ---------------- |
| 1                           | 1  | Max Verstappen   | Red Bull Racing-Honda RBPT   | 1:58.135           | 1:55.200           | 1:49.056           | 1                |
| 2                           | 81 | Oscar Piastri    | McLaren-Mercedes             | 2:00.056           | 1:56.392           | 1:49.067           | 2                |
| 3                           | 55 | Carlos Sainz Jr. | Ferrari                      | 1:59.414           | 1:56.557           | 1:49.081           | 3                |
| 4                           | 16 | Charles Leclerc  | Ferrari                      | 1:59.575           | 1:56.265           | 1:49.251           | 4                |
| 5                           | 4  | Lando Norris     | McLaren-Mercedes             | 2:00.436           | 1:56.828           | 1:49.389           | 5                |
| 6                           | 10 | Pierre Gasly     | Alpine-Renault               | 2:00.032           | 1:56.137           | 1:49.700           | 6                |
| 7                           | 44 | Lewis Hamilton   | Mercedes                     | 1:58.939           | 1:55.823           | 1:49.900           | 7                |
| 8                           | 11 | Sergio Pérez     | Red Bull Racing-Honda RBPT   | 1:59.362           | 1:55.878           | 1:49.961           | 8                |
| 9                           | 31 | Esteban Ocon     | Alpine-Renault               | 1:59.884           | 1:57.051           | 1:50.494           | 9                |
| 10                          | 63 | George Russell   | Mercedes                     | 2:00.475           | 1:57.393           | 1:55.742           | 10               |
| 11                          | 3  | Daniel Ricciardo | AlphaTauri-Honda RBPT        | 2:00.177           | 1:57.687           |                    | 11               |
| 12                          | 23 | Alexander Albon  | Williams-Mercedes            | 1:59.198           | Bez času           |                    | 12               |
| 13                          | 2  | Logan Sargeant   | Williams-Mercedes            | 2:00.031           | Bez času           |                    | 13               |
| 14                          | 18 | Lance Stroll     | Aston Martin Aramco-Mercedes | 2:00.460           | Bez času           |                    | 14               |
| 15                          | 14 | Fernando Alonso  | Aston Martin Aramco-Mercedes | 1:59.038           | Bez času           |                    | 15               |
| 16                          | 22 | Júki Cunoda      | AlphaTauri-Honda RBPT        | 2:00.568           |                    |                    | 16               |
| 17                          | 77 | Valtteri Bottas  | Alfa Romeo-Ferrari           | 2:00.951           |                    |                    | 17               |
| 18                          | 20 | Kevin Magnussen  | Haas-Ferrari                 | 2:01.079           |                    |                    | 18               |
| 19                          | 24 | Čou Kuan-jü      | Alfa Romeo-Ferrari           | 2:01.430           |                    |                    | 19               |
| 107 % času vítěze: 2:06.404 |    |                  |                              |                    |                    |                    |                  |
| —                           | 27 | Nico Hülkenberg  | Haas-Ferrari                 | Bez času           |                    |                    | 20               |
| Zdroj:                      |    |                  |                              |                    |                    |                    |                  |

Poznámky
1. ↑  Nico Hülkenberg nestanovil žádný čas, do závodu ale nastoupil díky udělené výjimce.

## Sprint
Sprint se uskutečnil 29. července 2023 a byl naplánován na 16:30 místního času (UTC+2), z důvodu opožděného konce sprintového rozstřelu musel být ale start sprintu odložen o 65 minut.
| Poř.                                                                         | No. | Jezdec           | Konstruktér                  | Počet kol | Čas/Odstoupení  | Start | Body |
| ---------------------------------------------------------------------------- | --- | ---------------- | ---------------------------- | --------- | --------------- | ----- | ---- |
| 1                                                                            | 1   | Max Verstappen   | Red Bull Racing-Honda RBPT   | 11        | 24:58.433       | 1     | 8    |
| 2                                                                            | 81  | Oscar Piastri    | McLaren-Mercedes             | 11        | +6.677          | 2     | 7    |
| 3                                                                            | 10  | Pierre Gasly     | Alpine-Renault               | 11        | +10.733         | 6     | 6    |
| 4                                                                            | 55  | Carlos Sainz Jr. | Ferrari                      | 11        | +12.648         | 3     | 5    |
| 5                                                                            | 16  | Charles Leclerc  | Ferrari                      | 11        | +15.016         | 4     | 4    |
| 6                                                                            | 4   | Lando Norris     | McLaren-Mercedes             | 11        | +16.052         | 5     | 3    |
| 7                                                                            | 44  | Lewis Hamilton   | Mercedes                     | 11        | +16.757         | 7     | 2    |
| 8                                                                            | 63  | George Russell   | Mercedes                     | 11        | +16.822         | 10    | 1    |
| 9                                                                            | 31  | Esteban Ocon     | Alpine-Renault               | 11        | +22.410         | 9     |      |
| 10                                                                           | 3   | Daniel Ricciardo | AlphaTauri-Honda RBPT        | 11        | +22.806         | 11    |      |
| 11                                                                           | 18  | Lance Stroll     | Aston Martin Aramco-Mercedes | 11        | +25.007         | 14    |      |
| 12                                                                           | 23  | Alexander Albon  | Williams-Mercedes            | 11        | +26.303         | 12    |      |
| 13                                                                           | 77  | Valtteri Bottas  | Alfa Romeo-Ferrari           | 11        | +27.006         | 17    |      |
| 14                                                                           | 20  | Kevin Magnussen  | Haas-Ferrari                 | 11        | +32.986         | 18    |      |
| 15                                                                           | 24  | Čou Kuan-jü      | Alfa Romeo-Ferrari           | 11        | +36.342         | 19    |      |
| 16                                                                           | 2   | Logan Sargeant   | Williams-Mercedes            | 11        | +37.571         | 13    |      |
| 17                                                                           | 27  | Nico Hülkenberg  | Haas-Ferrari                 | 11        | +37.827         | 20    |      |
| 18                                                                           | 22  | Júki Cunoda      | AlphaTauri-Honda RBPT        | 11        | +39.267         | 16    |      |
| Ret                                                                          | 11  | Sergio Pérez     | Red Bull Racing-Honda RBPT   | 8         | Následky nehody | 8     |      |
| Ret                                                                          | 14  | Fernando Alonso  | Aston Martin Aramco-Mercedes | 2         | Nehoda          | 15    |      |
| Nejrychlejší kolo: Max Verstappen (Red Bull-Honda RBPT) – 1:58.943 (6. kolo) |     |                  |                              |           |                 |       |      |
| Zdroj:                                                                       |     |                  |                              |           |                 |       |      |

Poznámky
1. ↑  Sprint byl původně vypsán na 15 kol, kvůli úvodnímu kroužení za safety carem byl ale zkrácen o 4 kola.
2. ↑  Lewis Hamilton skončil čtvrtý, ale obdržel penalizaci 5 sekund za způsobení kolize se Sergiem Pérezem.
3. ↑  Logan Sargeant skončil čtrnáctý, ale obdržel penalizaci 5 sekund za překročení maximální povolené rychlosti v boxech.

## Závod
Závod se uskutečnil 30. července 2023 v 15:00 místního času (UTC+2).
| Poř.                                                               | No. | Jezdec           | Konstruktér                  | Počet kol | Čas/Odstoupení  | Start | Body |
| ------------------------------------------------------------------ | --- | ---------------- | ---------------------------- | --------- | --------------- | ----- | ---- |
| 1                                                                  | 1   | Max Verstappen   | Red Bull Racing-Honda RBPT   | 44        | 1:22:30.450     | 6     | 25   |
| 2                                                                  | 11  | Sergio Pérez     | Red Bull Racing-Honda RBPT   | 44        | +22.305         | 2     | 18   |
| 3                                                                  | 16  | Charles Leclerc  | Ferrari                      | 44        | +32.259         | 1     | 15   |
| 4                                                                  | 44  | Lewis Hamilton   | Mercedes                     | 44        | +49.671         | 3     | 13   |
| 5                                                                  | 14  | Fernando Alonso  | Aston Martin Aramco-Mercedes | 44        | +56.184         | 9     | 10   |
| 6                                                                  | 63  | George Russell   | Mercedes                     | 44        | +1:03.101       | 8     | 8    |
| 7                                                                  | 4   | Lando Norris     | McLaren-Mercedes             | 44        | +1:13.719       | 7     | 6    |
| 8                                                                  | 31  | Esteban Ocon     | Alpine-Renault               | 44        | +1:14.719       | 14    | 4    |
| 9                                                                  | 18  | Lance Stroll     | Aston Martin Aramco-Mercedes | 44        | +1:19.340       | 10    | 2    |
| 10                                                                 | 22  | Júki Cunoda      | AlphaTauri-Honda RBPT        | 44        | +1:20.221       | 11    | 1    |
| 11                                                                 | 10  | Pierre Gasly     | Alpine-Renault               | 44        | +1:23.084       | 12    |      |
| 12                                                                 | 77  | Valtteri Bottas  | Alfa Romeo-Ferrari           | 44        | +1:25.191       | 13    |      |
| 13                                                                 | 24  | Čou Kuan-jü      | Alfa Romeo-Ferrari           | 44        | +1:35.441       | 17    |      |
| 14                                                                 | 23  | Alexander Albon  | Williams-Mercedes            | 44        | +1:36.184       | 15    |      |
| 15                                                                 | 20  | Kevin Magnussen  | Haas-Ferrari                 | 44        | +1:41.754       | 16    |      |
| 16                                                                 | 3   | Daniel Ricciardo | AlphaTauri-Honda RBPT        | 44        | +1:43.071       | 19    |      |
| 17                                                                 | 2   | Logan Sargeant   | Williams-Mercedes            | 44        | +1:44.476       | 18    |      |
| 18                                                                 | 27  | Nico Hülkenberg  | Haas-Ferrari                 | 44        | +1:50.450       | PL    |      |
| Ret                                                                | 55  | Carlos Sainz Jr. | Ferrari                      | 23        | Následky nehody | 4     |      |
| Ret                                                                | 81  | Oscar Piastri    | McLaren-Mercedes             | 0         | Následky nehody | 5     |      |
| Nejrychlejší kolo: Lewis Hamilton (Mercedes) – 1:47.305 (44. kolo) |     |                  |                              |           |                 |       |      |
| Zdroj:                                                             |     |                  |                              |           |                 |       |      |

Poznámky
1. ↑  Včetně bodu za nejrychlejší kolo.

## Průběžné pořadí po závodě
|        | Pořadí | Jezdec          | Body |
| ------ | ------ | --------------- | ---- |
|        | 1      | Max Verstappen  | 314  |
|        | 2      | Sergio Pérez    | 189  |
|        | 3      | Fernando Alonso | 149  |
|        | 4      | Lewis Hamilton  | 148  |
| 2      | 5      | Charles Leclerc | 99   |
| Zdroj: |        |                 |      |

|        | Pořadí | Konstruktér                  | Body |
| ------ | ------ | ---------------------------- | ---- |
|        | 1      | Red Bull Racing-Honda RBPT   | 503  |
|        | 2      | Mercedes                     | 247  |
|        | 3      | Aston Martin Aramco-Mercedes | 196  |
|        | 4      | Ferrari                      | 191  |
|        | 5      | McLaren-Mercedes             | 103  |
| Zdroj: |        |                              |      |